# Cantonul Baud
Cantonul Baud este un canton din arondismentul Pontivy, departamentul Morbihan, regiunea Bretania, Franța.

## Comune
- Baud (reședință)
- Bieuzy
- Guénin
- Melrand
- Pluméliau
- Saint-Barthélemy